# Rodalia de Gérone
Rodalia de Gérone (en catalan : Rodalia de Girona) est un ensemble de services de trains de banlieue des Rodalies de Catalunya qui relie, sans correspondance, les comarques du Barcelonès, le Maresme, la Selva, le Gironès et l'Alt Empordà moyennant une ligne, la RG1.

## Histoire

Carte du projet initial de Rodalia à Gérone compris au PVC 2008-2012

Le premier projet de service de train de banlieue pour Gérone figurait dans le Pla de Viatgers de Catalunya 2008-2012, élaboré par la Généralité de Catalogne, prévoyait la création d'un réseau ferroviaire, en tirant parti des infrastructures déjà existantes. Initialement, deux services étaient proposés sur la ligne Barcelone - Gérone - Portbou, qui serait liés entre Riudellots de la Selva et Flaçà. Par la suite, il a été proposé de créer un service unique qui circulerait le long de la ligne Gérone et de la ligne Barcelone - Mataró - Maçanet-Massanes reliant Blanes à Portbou.
Selon la révision du projet du 28 juin 2011, la ligne 1 des Rodalia de Gérone devait comporter l'une des deux stations terminales de la gare de Blanes, ce qui, avec Maçanet, permettrait des transferts avec le réseau de Rodalia de Barcelone. Cette ligne était conçue pour circuler à fréquence d'un train par heure pour Figueres, puis un train pour Portbou toutes les deux heures.

## Services de Rodalia de Gérone
Le service est fourni dans le prolongement de la R1 depuis L'Hospitalet de Llobregat en tant que début de la ligne, vers Figueras et Portbou, sous le nom de RG1, tandis que pour la R11 toutes les fréquences actuelles sont maintenues jusqu'à Barcelone,,.
| Ligne | Service de rodalia de Gérone                   |
| ----- | ---------------------------------------------- |
|       | L'Hospitalet de Llobregat / Figueras / Portbou |

| Ligne | Services régionaux                                        |
| ----- | --------------------------------------------------------- |
|       | Barcelone Sants / Portbou par Granollers Centre et Gérone |

| Ligne | Service de rodalia de Barcelone                   |
| ----- | ------------------------------------------------- |
|       | Molins de Rei / Maçanet-Massanes par Mataró       |
|       | Aéroport / Maçanet-Massanes par Granollers Centre |

## Parcours de la ligne
| Ligne | Parcours |
| ----- | --- |
|       | - L'Hospitalet de Llobregat - Barcelone-Sants - Barcelone-Plaça de Catalunya - Barcelone-Arc de Triomf - Barcelone-El Clot-Aragó - Sant Adrià de Besòs - Badalona - Montgat - Montgat Nord - El Masnou - Ocata - Premià de Mar - Vilassar de Mar - Cabrera de Mar-Vilassar de Mar - Mataró - Sant Andreu de Llavaneres - Caldes d'Estrac - Arenys de Mar - Canet de Mar - Sant Pol de Mar - Calella - Pineda de Mar - Santa Susanna - Malgrat de Mar - Blanes - Tordera - Maçanet-Massanes - Sils - Caldes de Malavella - Riudellots - Fornells de la Selva - Gérone - Celrà - Bordils-Juià - Flaçà - Sant Jordi Desvalls - Camallera - Sant Miquel de Fluvià - Vilamalla - Figueras - Vilajuïga - Llançà - Colera - Portbou |

## Intégration tarifaire

ATM de Gérone

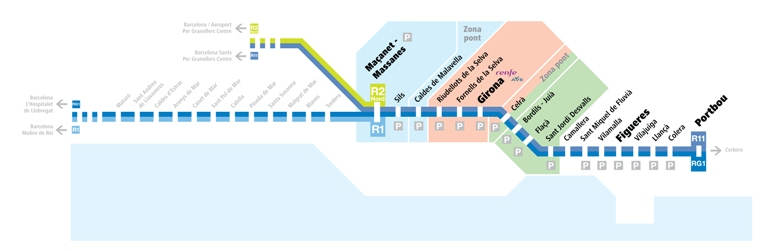
Carte zonifié du service de rodalia de Gérone

Les titres ATM Àrea de Girona sont valables pour tous les trains du service Rodalies de Girona (ligne RG1), ainsi que pour tous les trains des services régionaux de la ligne R11 avec tarif régional et tarif Media Distancia, quelle que soit leur provenance, avec arrêt aux gares d'origine. et destination de la portée de ces abonnements, c'est-à-dire toutes celles effectuées entre stations dans le cadre du service de Rodalia de la zone de Gérone: Maçanet-Massanes, Sils, Caldes de Malavella, Riudellots de La Selva, Fornells de la Selva, Gérone, Celrà, Bordils-Juià, Flaçà et Sant Jordi Desvalls.